# 福井県道124号牛ノ谷停車場線
福井県道124号牛ノ谷停車場線（ふくいけんどう124ごう うしのやていしゃじょうせん）は福井県あわら市を通る一般県道である。

## 概要
ハピラインふくい線 牛ノ谷駅を起点に、終点で北陸自動車道金津インターチェンジ及び国道8号との連絡道路・福井県道37号金津インター線と接続する路線である。福井県内において高速道路と鉄道駅を結ぶ唯一の路線である。

### 路線データ
- 起点：福井県あわら市牛ノ谷（牛ノ谷駅）
- 終点：福井県あわら市下金屋

## 地理

### 交差する道路
- 福井県道153号水口牛ノ谷線（あわら市牛ノ谷）
- 福井県道37号金津インター線（あわら市熊坂・金津インターチェンジ、終点）

### 沿線の施設
- 北陸自動車道 金津インターチェンジ
- ハピラインふくい線 牛ノ谷駅